# Свірський Олександр Олександрович
Олекса́ндр Олекса́ндрович Сві́рський (* 1942) — доктор медичних наук, професор кафедри загальної та клінічної патофізології Одеського національного медичного університету.

## Життєпис
Народився 1942 року в селі Яруга Кам'янець-Подільського району Хмельницької області. Вчився у ярузькій початковій школі, закінчив 1958 року Китайгородську СШ. Працював у колгоспі, навчався в медучилищі № 3 міста Одеса — закінчив з відзнакою в 1962 році. Служив у РА на посаді фельдшера.
1970 року закінчив Чернівецький медінститут. Аспірант кафедри патологічної фізіології цього ж медінституту — у професора Пахмурного Бориса Андрійовича.
1975 — кандидат медичних наук: «Вміст натрію і калію в міокарді при експериментальному нефриті». Пройшов спеціалізацію з реаніматології у професора Людмили Усенко у Дніпропетровському медінституті в 1976 році, також у Російській медичній академії безперервної професійної освіти, Чернівецькій обласній лікарні.
Лікар-реаніматолог кардіологічного відділення міськлікарні № 1 міста Чернівці. З 1977 року — асистент кафедри госпітальної терапії, у 1979—1983 роках — асистент кафедри терапії, заступник декана Хмельницького ФУЛ Вінницького медінституту імені М. І. Пирогова.
З 1983 року — асистент, доцент кафедри терапії ФУЛ Одеського медуніверситету. Працював у 1983—2002 роках на кафедрах терапії і госпітальної терапії Одеського медінституту.
1996 — доктор медичних наук (під керівництвом професорів Зелінського Олександра Олексійовича і Гоженка Анатолія Івановича).
Професор кафедри загальної та клінічноі патофізології Одеського національного мадичного університету з 2002 року. Від 2009-го — член вченої ради Буковинського державного медичного університету.
Автор 150 друкованих праць, з яких 5 монографій.

## Серед робіт
- «Вплив деяких чинників моря на здоров'я моряків в залежності від фаху та забрудненості робочого місця»; співавтори Панов Борис Валеріанович, Конкін С. І., Балабан С. В., Ковалевська Л. А., 2001
- «Сучасні світові тенденції розвитку національних систем охорони здоров'я (огляд літератури)»; співавтори Б. В. Панов, О. Ф. Дзигал, Л. А. Ковалевська, С. І. Конкін, М. Л. Кирилюк, С. В. Балабан, О. В. Бєляков / «Вісник соціальної гігієни та організації охорони здоров'я України»;
- «Вплив професійної діяльності жінок на перинатальну смертність в регіонах радіаційної забрудненості Рівненщини»; співавтори Єнікеєва В. М. 2003
- «Особливості професійної захворюваності серед різних груп населення у приморському регіоні України»; співавтори Панов Б. В., Климентьєв І. М., Бабіч І. В., Костромикін Ю. Ф., Гавриленко М. Ю.
- «Клінічна патофізіологія та патогенетична терапія прееклампсії»; співавтори В. М. Запорожан, А. І. Гоженко, С. Р. Галич, 2004
- «Сучасні світові тенденції розвитку національних систем охорони здоров'я (огляд літератури)»; співавтори Б. В. Панов, Дзигал О. Ф., Л. А. Ковалевська, С. І. Конкін, М. Л. Кирилюк, С. В. Балабан, О. В. Бєляков; 2001[1]